# Козлідже
Козлідже (перс. قزليجه) — село в Ірані, у дегестані Аміріє, у Центральному бахші, шахрестані Ерак остану Марказі. За даними перепису 2006 року, його населення становило 280 осіб, що проживали у складі 76 сімей.

## Клімат
Середня річна температура становить 10,60 °C, середня максимальна – 29,22 °C, а середня мінімальна – -10,44 °C. Середня річна кількість опадів – 262 мм.
| Клімат поселення                              | Клімат поселення | Клімат поселення | Клімат поселення | Клімат поселення | Клімат поселення | Клімат поселення | Клімат поселення | Клімат поселення | Клімат поселення | Клімат поселення | Клімат поселення | Клімат поселення | Клімат поселення |
| Показник                                      | Січ.             | Лют.             | Бер.             | Квіт.            | Трав.            | Черв.            | Лип.             | Серп.            | Вер.             | Жовт.            | Лист.            | Груд.            |                  |
| Середній максимум, °C                         | 5,11             | 6,28             | 10,23            | 16,87            | 22,18            | 27,61            | 29,22            | 29,18            | 24,52            | 18,29            | 11,39            | 6,08             |                  |
| Середня температура, °C                       | −2,68            | −1,48            | 2,46             | 9,11             | 14,40            | 19,83            | 23,72            | 23,68            | 19,01            | 12,77            | 5,90             | 0,57             |                  |
| Середній мінімум, °C                          | −10,44           | −9,26            | −5,32            | 1,32             | 6,62             | 12,04            | 18,20            | 18,15            | 13,49            | 7,27             | 0,35             | −4,94            |                  |
| Норма опадів, мм                              | 38               | 37               | 48               | 35               | 31               | 5                | 1                | 1                | 0                | 8                | 23               | 35               |                  |
| Середньомісячна швидкість вітру, м/с          | 1.63             | 2.33             | 2.72             | 2.76             | 2.41             | 2.27             | 2.16             | 2.04             | 2.02             | 2.00             | 1.82             | 1.67             |                  |
| Середньомісячна сонячна радіація, кДж/м²·день | 9262             | 12208            | 15102            | 18407            | 22411            | 27067            | 25983            | 24266            | 21328            | 15780            | 11120            | 9019             |                  |
| --------------------------------------------- | ---------------- | ---------------- | ---------------- | ---------------- | ---------------- | ---------------- | ---------------- | ---------------- | ---------------- | ---------------- | ---------------- | ---------------- | ---------------- |
| Джерело:                                      |                  |                  |                  |                  |                  |                  |                  |                  |                  |                  |                  |                  |                  |